# Lisa Angell
Pour les articles homonymes, voir Angell.
Lisa Angell, nom de scène de Virginie Vetrano, est une chanteuse française née le 21 septembre 1968 à Paris.
Elle est révélée notamment grâce à Dani Lary et Chrystel Camus (productrice du Château des secrets), et à Patrick Sébastien.

## Biographie
D'origine italienne par son père, Lisa Angell participe de onze à quatorze ans à plusieurs radio-crochets lors du Carnaval de Nice. L’interprète en sort vainqueur quatre années consécutives. À quinze ans, elle débute au Conservatoire de Nice une formation de chant classique qu'elle arrête rapidement.
Elle n'abandonne pas le chant et en fait son métier qu'elle exerce notamment en faisant du piano-bar sur la Côte d'Azur.
La chanteuse décide en 2001 de s'installer à Paris où elle rencontre Didier Barbelivien. Il lui écrit le titre Des années après. L'expérience n'est pas concluante et Lisa Angell retourne sur la Côte d'Azur.
En 2009, Dani Lary l'invite à participer à son spectacle Le Château des secrets. Cette rencontre en entraîne une autre, celle avec Patrick Sébastien sur le plateau du Plus Grand Cabaret du monde. Ce dernier lui propose de chanter dans Les années bonheur, la produit et lui écrit les chansons de son premier album Les Divines sorti en 2011 chez Polydor,. Cet album se classe no 31 en France et no 86 en Belgique.
Produit par Philippe Swan, son deuxième album Des mots… sort en 2013. Précédant l'album, le premier single est Je saurai t'aimer. Il s'agit d'une reprise du titre de Mélanie Cohl qui est l'adaptation en français, par Philippe Swan, de The Power of Love de Céline Dion. De septembre de la même année jusqu'à fin juin 2014, elle participe régulièrement à l'émission hebdomadaire Les chansons d'abord sur France 3.
Gravé sur l'album Nos fiançailles, France/Portugal de Tony Carreira, la chanteuse accompagne celui-ci en duo sur L'Oiseau et l'Enfant,.
Son troisième album Frou-Frou sort le 21 avril 2014,. Cet album de reprises rend hommage aux interprètes féminines des années 1930, 1940 et 1950, avec en particulier C'était bien (Le petit bal perdu, de Robert Nyel et Gaby Verlor. En novembre 2014, la galette A Musical Affair d'Il Divo est éditée. Plusieurs artistes se joignent au quatuor, dont Hélène Ségara, Florent Pagny, Natasha St-Pier, Anggun, Sonia Lacen et Lisa Angell,. Le quatuor et la chanteuse française interprètent ensemble Can You Feel the Love Tonight.
Le 23 janvier 2015, après avoir réussi à convaincre Jean-Claude Camus de la produire, Lisa Angell est retenue par France 2, par l'intermédiaire de la directrice des divertissements et des jeux Nathalie André, pour représenter la France au Concours Eurovision de la chanson 2015 lors de la finale à Vienne le 23 mai 2015, avec sa chanson N'oubliez pas écrite et composée par Robert Goldman. Le soir de la finale à Vienne elle interprète N'oubliez pas en deuxième position sur la scène. Au terme du vote final des pays (jury + télévotes), elle est classée 25e sur 27 avec un total de 4 points (3 points attribués par l'Arménie et 1 point donné par Saint-Marin). La directrice des divertissements de France 2 Nathalie André ayant sélectionné la chanteuse déclare à la suite de ces résultats : « Ma connerie est d’y être allée avec une voix plutôt que d’y être allée avec Enrique Iglesias. Je suis prête à prendre ma revanche pour 2016 et je m’y mets dès aujourd’hui. ».
Elle change de maison de disques lorsque Smart la contacte pour réaliser son quatrième album Lisa Angell sorti le 11 mai 2015. N'oubliez pas figure sur le disque ainsi que des collaborations avec Serge Lama, Patrick Fiori et Jacques Veneruso.
Lisa Angell sort un cinquième album en décembre 2016, qui s’appelle Lisa Angell chante le Québec, dans lequel elle reprend des chansons de Ginette Reno, Céline Dion, Diane Tell… Lisa Angell part ensuite en tournée dans toute la France ; elle s’arrête le 23 septembre 2017 au Zèbre de Belleville à Paris. 
En 2018, elle ouvre son école de chant REV’S à Saint-Raphaël.
En 2019, Lisa participe à la saison 8 de The Voice : La Plus Belle Voix. Lors des « auditions à l'aveugle » elle interprète This is me de The Greatest Showman puis rejoint l'équipe de Julien Clerc.

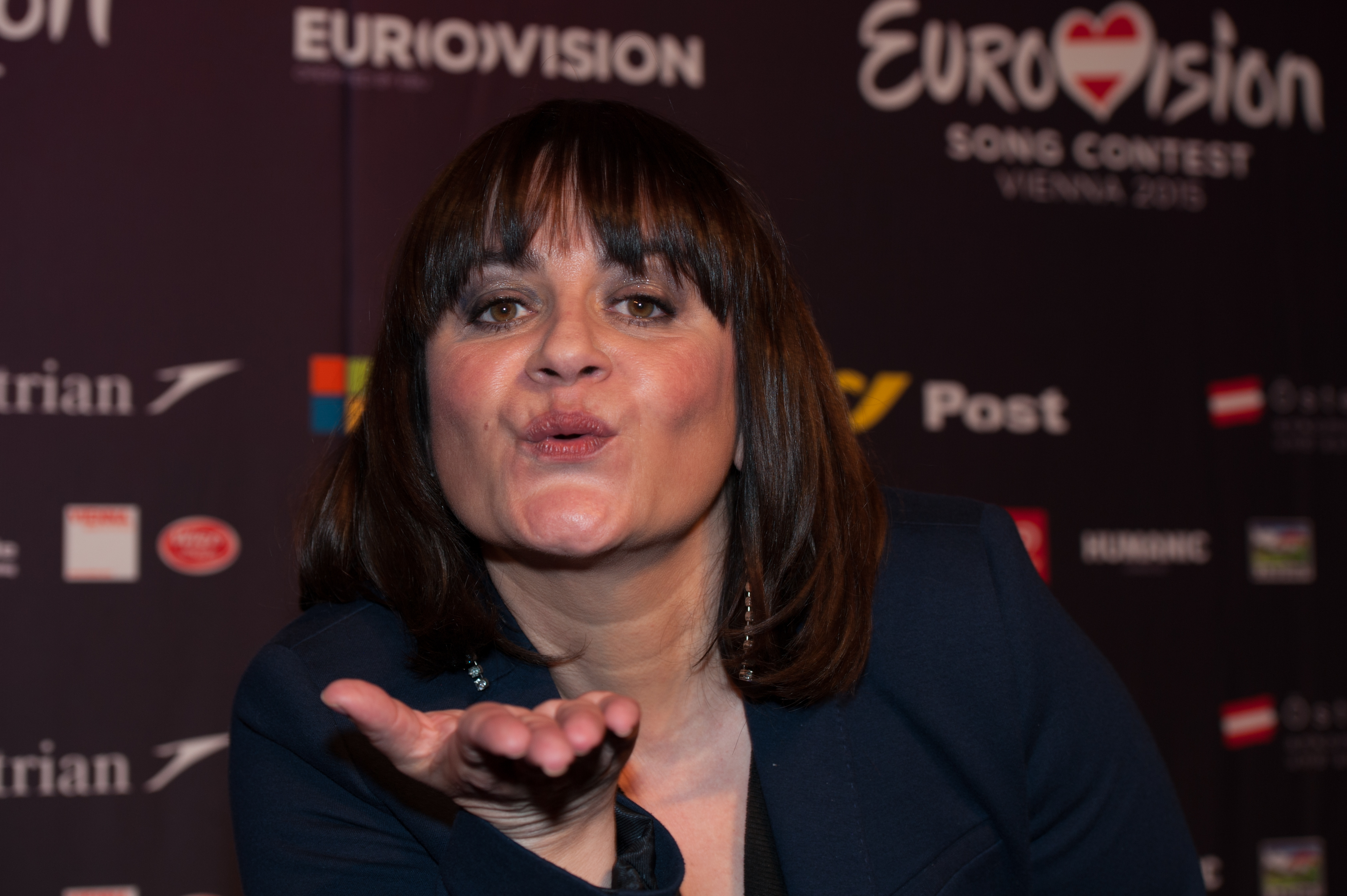
Concours Eurovision de la chanson 2015 à Vienne (Autriche) : Lisa Angell.
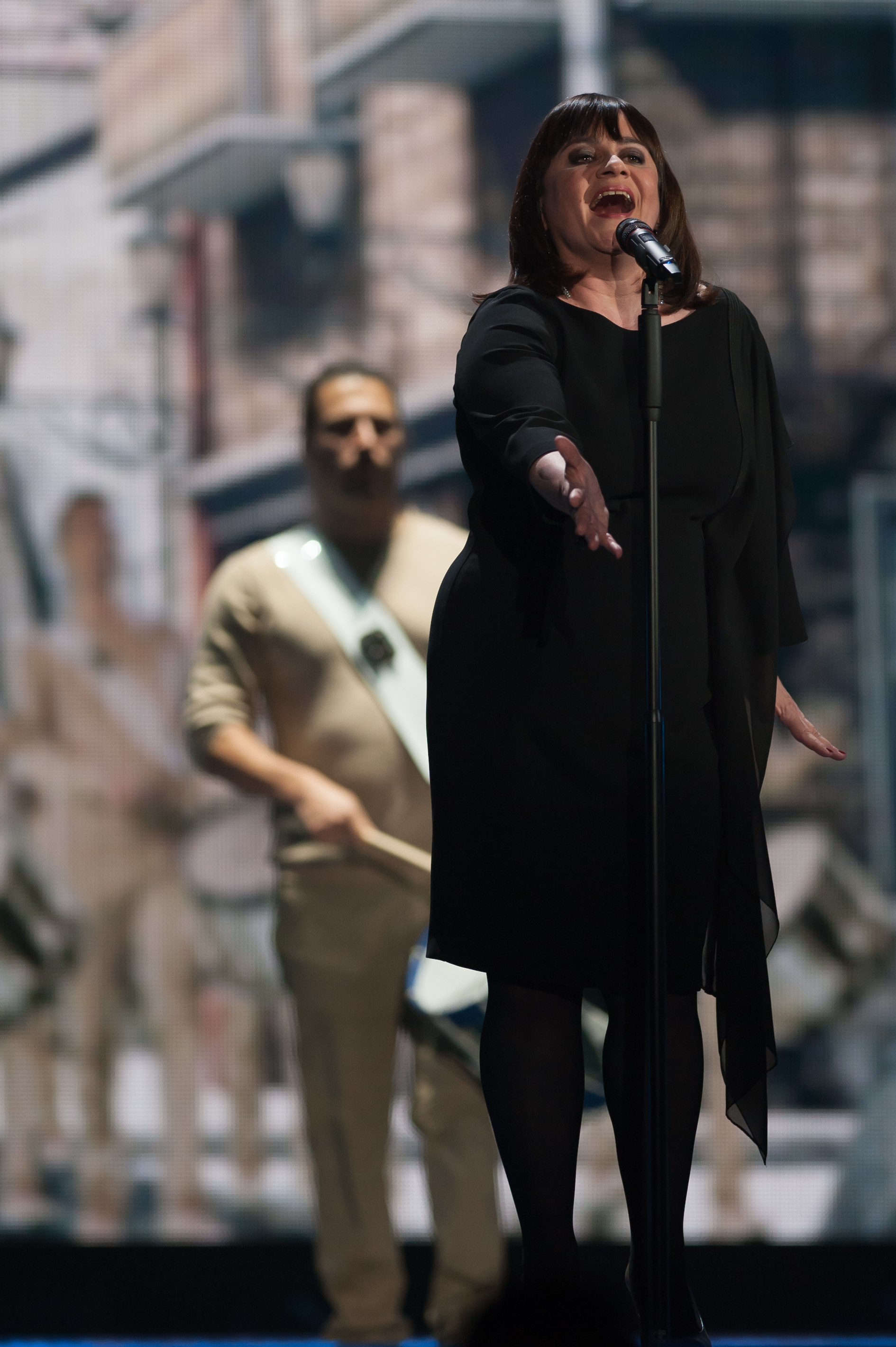
Lisa Angell, en répétition, sur la scène du 60e Concours Eurovision de la chanson.

## Discographie
Albums

## Classements
| Titre                        | Caractéristiques                                                                             | Classement | Classement |
| Titre                        | Caractéristiques                                                                             | FR         | BEL/Wa     |
| ---------------------------- | -------------------------------------------------------------------------------------------- | ---------- | ---------- |
| Les Divines                  | - Sortie : octobre 2011 - Label : Polydor / Universal - Format : CD, téléchargement          | 31         | 86         |
| Des mots…                    | - Sortie : avril 2013 - Label : Polydor / Universal - Format : CD, téléchargement            | 30         |            |
| Frou-Frou                    | - Sortie : avril 2014 - Label : Polydor / Universal - Format : CD, téléchargement            | 28         | 85         |
| Lisa Angell                  | - Sortie : mai 2015 - Label : Smart / Sony Music Entertainment - Format : CD, téléchargement | 46         | 76         |
| Lisa Angell chante le Québec | - Sortie : Décembre 2016 - Format: CD, téléchargement                                        |            |            |